# چاکیکوچا (کوسکو)
چاکیکوچا (به اسپانیایی: Chaquicocha) یک کوه در پرو است که در منطقه کوسکو واقع شده‌است. چاکیکوچا ۴٬۸۹۵ متر بالاتر از سطح دریا واقع شده‌است.